# Алфорд (Флорида)
Алфорд (англ. Alford) — місто (англ. town) в США, в окрузі Джексон штату Флорида. Населення — 484 особи (2020).

## Географія
Алфорд розташований за координатами 30°41′44″ пн. ш. 85°23′41″ зх. д. / 30.69556° пн. ш. 85.39472° зх. д. (30.695670, -85.394629).  За даними Бюро перепису населення США в 2010 році місто мало площу 2,80 км², з яких 2,77 км² — суходіл та 0,03 км² — водойми.

## Демографія
Згідно з переписом 2010 року, у місті мешкало 489 осіб у 202 домогосподарствах у складі 135 родин. Густота населення становила 174 особи/км².  Було 240 помешкань (86/км²).
Расовий склад населення:
| - 93,0 % — білих - 2,0 % — чорних або афроамериканців - 0,8 % — корінних американців - 0,8 % — азіатів - 1,8 % — осіб інших рас |

До двох чи більше рас належало 1,4 %. Частка іспаномовних становила 4,1 % від усіх жителів.
За віковим діапазоном населення розподілялося таким чином: 20,0 % — особи молодші 18 років, 64,5 % — особи у віці 18—64 років, 15,5 % — особи у віці 65 років та старші. Медіана віку мешканця становила 44,6 року. На 100 осіб жіночої статі у місті припадало 93,3 чоловіків;  на 100 жінок у віці від 18 років та старших — 91,7 чоловіків також старших 18 років.
Середній дохід на одне домашнє господарство  становив 33 486 доларів США (медіана — 24 792), а середній дохід на одну сім'ю — 38 663 долари (медіана — 28 875). Медіана доходів становила 38 250 доларів для чоловіків та 24 453 долари для жінок. За межею бідності перебувало 34,2 % осіб, у тому числі 46,1 % дітей у віці до 18 років та 8,2 % осіб у віці 65 років та старших.
Цивільне працевлаштоване населення становило 165 осіб. Основні галузі зайнятості: роздрібна торгівля — 26,7 %, транспорт — 21,2 %, публічна адміністрація — 12,7 %, освіта, охорона здоров'я та соціальна допомога — 10,3 %.